# 第2次モディ内閣
第2次モディ内閣（だいにじモディないかく、英語: Second Modi ministry）は、インド人民党のナレンドラ・モディが首相に任命され、2019年5月30日に成立したインドの連邦内閣である。 

## 閣僚
閣僚名簿は以下の通りとなる 。 
| 役職                                                        | 画像 | 氏名                               | 政党 | 政党         | 任期            |
| ----------------------------------------------------------- | ---- | ---------------------------------- | ---- | ------------ | --------------- |
| 首相 人事・苦情処理・年金大臣 原子力大臣 宇宙大臣           |      | ナレンドラ・モディ                 |      | インド人民党 | 2019年5月30日 - |
| 国防大臣                                                    |      | ラージナート・シン                 |      | インド人民党 | 2019年5月30日 - |
| 外務大臣                                                    |      | スブラマニヤム・ジャイシャンカル   |      | インド人民党 | 2019年5月30日 - |
| 内務大臣                                                    |      | アミット・シャー                   |      | インド人民党 | 2019年5月30日 - |
| 財務大臣 企業大臣                                           |      | ニルマラ・シタラマン               |      | インド人民党 | 2019年5月30日 - |
| 道路交通大臣 零細・中小企業大臣                             |      | ニティン・ガッカーリ               |      | インド人民党 | 2019年5月30日 - |
| 鉄道大臣 商工大臣                                           |      | ピユシュ・ゴーヤル                 |      | インド人民党 | 2019年5月30日 - |
| 繊維大臣 女性・子ども開発大臣                               |      | スムリティ・イラニ                 |      | インド人民党 | 2019年5月30日 - |
| 化学・肥料大臣                                              |      | サダナンダ・ゴウダ                 |      | インド人民党 | 2019年5月30日 - |
| 部族大臣                                                    |      | アルジュール・ムンダ               |      | インド人民党 | 2019年5月30日 - |
| 食品加工産業大臣                                            |      | ハルシムラット・コール・バダル     |      | アカリ・ダル | 2019年5月30日 - |
| 消費者問題・食料・公共配給大臣                              |      | ラーム・ヴィラース・パースワーン   |      | 人民の力党   | 2019年5月30日 - |
| 法務大臣 通信大臣 電子・情報技術大臣                        |      | ラヴィ・シャンカル・プラサード     |      | インド人民党 | 2019年5月30日 - |
| 石油・天然ガス大臣 鉄鋼大臣                                 |      | ダルメンドラ・プラダン             |      | インド人民党 | 2019年5月30日 - |
| 農業・農民福祉大臣 農村開発大臣 パンチャーヤット大臣        |      | ナレンドラ・シン・トマル           |      | インド人民党 | 2019年5月30日 - |
| 社会正義・エンパワーメント大臣                              |      | タワル・チャンド・ゲーロット       |      | インド人民党 | 2019年5月30日 - |
| 人的資源開発大臣                                            |      | ラメシュ・ポークリヤル             |      | インド人民党 | 2019年5月30日 - |
| 保健・家族福祉大臣 科学技術・地球科学大臣                   |      | ハーシュ・ヴァルダン               |      | インド人民党 | 2019年5月30日 - |
| 環境・森林・気候変動大臣 情報・放送大臣                     |      | プラカシュ・ジャベードッカー       |      | インド人民党 | 2019年5月30日 - |
| マイノリティ大臣                                            |      | ムクタール・アッバース・ナクヴィー |      | インド人民党 | 2019年5月30日 - |
| 技能開発・起業促進大臣                                      |      | マヘンドラ・ナート・パンディ       |      | インド人民党 | 2019年5月30日 - |
| 議会担当大臣 石炭大臣 鉱業大臣                              |      | プララハド・ジョシ                 |      | インド人民党 | 2019年5月30日 - |
| ジャル・シャクティ大臣                                      |      | ガジェンドラ・シン・シェカワット   |      | インド人民党 | 2019年5月30日 - |
| 畜産・酪農・水産大臣                                        |      | ギリラジ・シン                     |      | インド人民党 | 2019年5月30日 - |
| 重工業・公営企業省大臣                                      |      | アルヴィンド・サワント             |      | シブ・セナ   | 2019年5月30日 - |
| 出典: Official Government of India publication, 31 May 2019 |      |                                    |      |              |                 |